# 利哈伊 (愛荷華州)
利哈伊（英語：Lehigh）是一個位於美國愛荷華州韋伯斯特縣的城市。

## 地理
利哈伊的座標為42°21′26″N 94°03′05″W / 42.35722°N 94.05139°W，而該地的平均海拔高度為294米（即965英尺）。

## 人口
根據2010年美國人口普查的數據，利哈伊的面積為5.57平方千米，當中陸地面積為5.41平方千米，而水域面積為0.16平方千米。當地共有人口416人，而人口密度為每平方千米74人。